# Luboš Kohoutek
Luboš Kohoutek (Zábřeh, 29 gennaio 1935 – Distretto di Bergedorf, 30 dicembre 2023) è stato un astronomo ceco.
| Asteroidi scoperti: 75 | Asteroidi scoperti: 75 |
| ---------------------- | ---------------------- |
| 1834 Palach            | 22 agosto 1969         |
| 1840 Hus               | 26 ottobre 1971        |
| 1841 Masaryk           | 26 ottobre 1971        |
| 1842 Hynek             | 14 gennaio 1972        |
| 1843 Jarmila           | 14 gennaio 1972        |
| 1861 Komenský          | 24 novembre 1970       |
| 1865 Cerberus          | 26 ottobre 1971        |
| 1875 Neruda            | 22 agosto 1969         |
| 1894 Haffner           | 26 ottobre 1971        |
| 1895 Larink            | 26 ottobre 1971        |
| 1896 Beer              | 26 ottobre 1971        |
| 1897 Hind              | 26 ottobre 1971        |
| 1898 Cowell            | 26 ottobre 1971        |
| 1899 Crommelin         | 26 ottobre 1971        |
| 1901 Moravia           | 14 gennaio 1972        |
| 1931 Čapek             | 22 agosto 1969         |
| 1932 Jansky            | 26 ottobre 1971        |
| 1933 Tinchen           | 14 gennaio 1972        |
| 1942 Jablunka          | 30 settembre 1972      |
| 1963 Bezovec           | 9 febbraio 1975        |
| 1995 Hajek             | 26 ottobre 1971        |
| 1999 Hirayama          | 27 febbraio 1973       |
| 2047 Smetana           | 26 ottobre 1971        |
| 2055 Dvořák            | 19 febbraio 1974       |
| 2073 Janáček           | 19 febbraio 1974       |
| 2281 Biela             | 26 ottobre 1971        |
| 2375 Radek             | 8 gennaio 1975         |
| 2407 Haug              | 27 febbraio 1973       |
| 2418 Voskovec-Werich   | 26 ottobre 1971        |
| 2472 Bradman           | 27 febbraio 1973       |
| 2541 Edebono           | 27 febbraio 1973       |
| 2667 Oikawa            | 30 ottobre 1967        |
| 2767 Takenouchi        | 30 ottobre 1967        |
| 2838 Takase            | 26 ottobre 1971        |
| 2900 Luboš Perek       | 14 gennaio 1972        |
| 2901 Bagehot           | 27 febbraio 1973       |
| 3081 Martinůboh        | 26 ottobre 1971        |
| 3109 Machin            | 19 febbraio 1974       |
| 3303 Merta             | 30 ottobre 1967        |
| 3336 Grygar            | 26 ottobre 1971        |
| 3337 Miloš             | 26 ottobre 1971        |
| 3407 Jimmysimms        | 28 febbraio 1973       |
| 3475 Fichte            | 4 ottobre 1972         |
| 3514 Hooke             | 26 ottobre 1971        |
| 3627 Sayers            | 28 febbraio 1973       |
| 3635 Kreutz            | 21 novembre 1981       |
| (3769) 1967 UV1        | 30 ottobre 1967        |
| 3825 Nürnberg          | 30 ottobre 1967        |
| (4137) 1970 WC         | 24 novembre 1970       |
| 4425 Bilk              | 30 ottobre 1967        |
| 5268 Černohorský       | 26 ottobre 1971        |
| 6215 Mehdia            | 7 marzo 1973           |
| (6431) 1967 UT         | 30 ottobre 1967        |
| (6680) 1970 WD         | 24 novembre 1970       |
| (7044) 1971 UK         | 26 ottobre 1971        |
| 7806 Umasslowell       | 26 ottobre 1971        |
| (8606) 1971 UG         | 26 ottobre 1971        |
| (8607) 1971 UT         | 26 ottobre 1971        |
| (8779) 1971 UH1        | 26 ottobre 1971        |
| (9513) 1971 UN         | 26 ottobre 1971        |
| 10003 Caryhuang        | 26 ottobre 1971        |
| (10260) 1972 TC        | 4 ottobre 1972         |
| (10987) 1967 US        | 30 ottobre 1967        |
| (11250) 1972 AU        | 14 gennaio 1972        |
| (11436) 1969 QR        | 22 agosto 1969         |
| (11783) 1971 UN1       | 26 ottobre 1971        |
| (11784) 1971 UT1       | 26 ottobre 1971        |
| (14311) 1971 UK1       | 26 ottobre 1971        |
| (16351) 1971 US        | 26 ottobre 1971        |
| (20960) 1971 UR        | 26 ottobre 1971        |
| (24600) 1971 UQ        | 26 ottobre 1971        |
| (24601) 1971 UW        | 26 ottobre 1971        |
| (29076) 1972 TR8       | 4 ottobre 1972         |
| (37527) 1971 UJ1       | 26 ottobre 1971        |
| (58094) 1972 AP        | 14 gennaio 1972        |
| 1 con Andreas Kriete   |                        |

## Biografia
Kohoutek si è interessato di astronomia fin dai tempi della scuola superiore. Ha studiato Fisica e Astronomia alle Università di Brno e di Praga, che ha concluso nel 1958.
Poi ha cominciato a lavorare all'Istituto Astronomico dell'Accademia delle Scienze della Cecoslovacchia, oggi Accademia delle Scienze della Repubblica Ceca, dove in collaborazione con l'astronomo Luboš Perek ha pubblicato un apprezzato catalogo astronomico: Catalogue of Galactic Planetary Nebulae (1967).
Dopo l'occupazione sovietica del 1968 seguita alla Primavera di Praga, Kohoutek ha deciso di trasferirsi in Germania. Negli anni settanta le sue scoperte lo hanno portato più volte all'attenzione dei media.

Negli ultimi anni di attività ha lavorato presso osservatori in Spagna e in Cile dove si è occupato di nebulose planetarie. Nel 2001 si è ritirato; durante la sua carriera ha pubblicato 162 lavori scientifici.
L'asteroide 1850 Kohoutek è stato battezzato in suo onore.

## Scoperte astronomiche
Kohoutek è principalmente noto per la scoperta di numerose comete, tra le quali ci sono le comete periodiche 75P/Kohoutek e 76P/West-Kohoutek-Ikemura, le comete non periodiche C/1969 O1 Kohoutek, C/1973 D1 Kohoutek, e la famosa Cometa Kohoutek (C/1973 E1). Ha anche scoperto 75 asteroidi, incluso l'asteroide Apollo 1865 Cerberus.
Nel 1968 ha scoperto la nova LU Vul . Ha scoperto anche quattro nebulose planetarie .